# Matilda Ernkrans

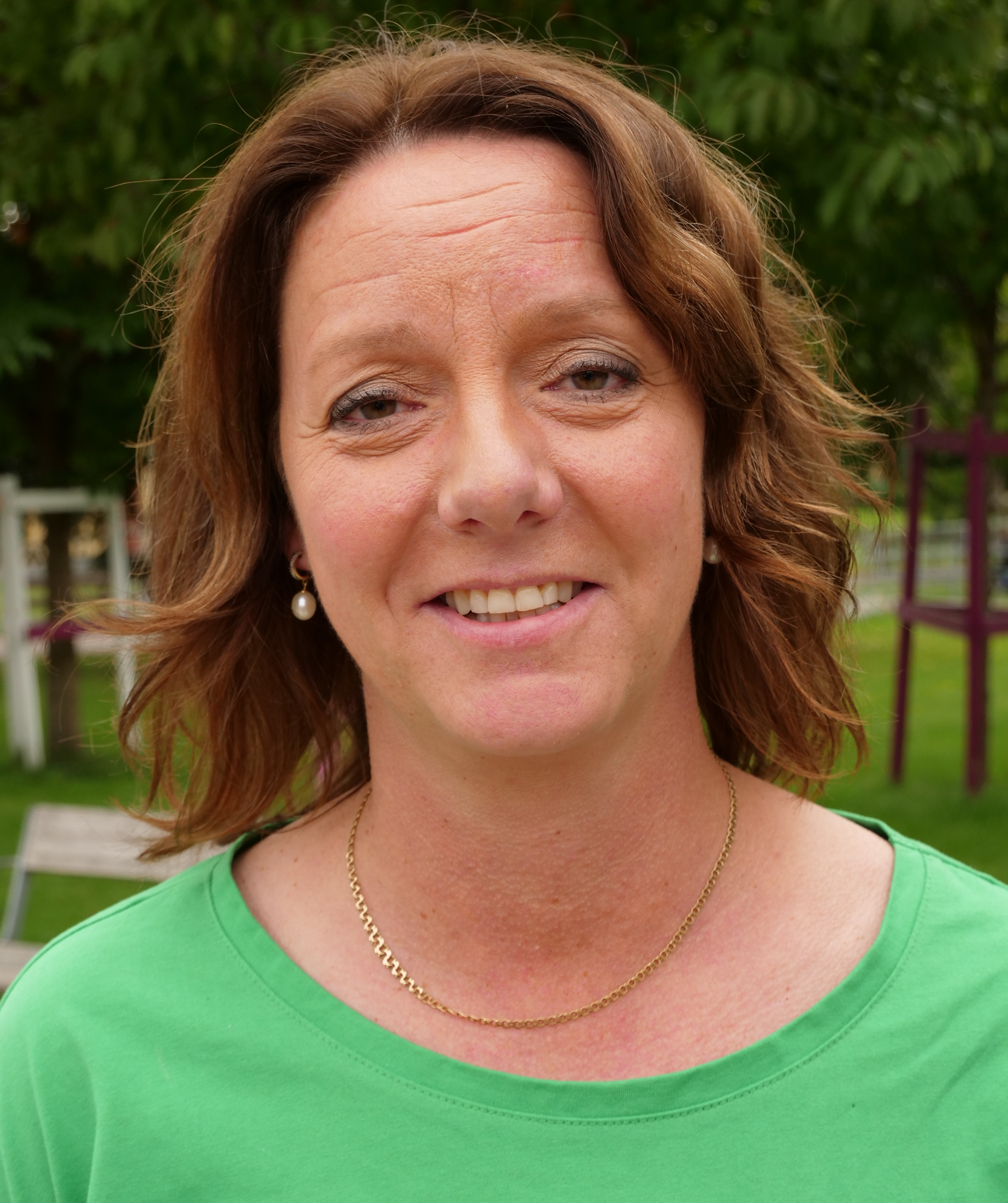
Matilda Ernkrans, 2022

Matilda Ernkrans (* 1973) ist eine schwedische Politikerin der Socialdemokraterna. Von Januar 2019 bis November 2021 war sie die Ministerin für höhere Bildung und Forschung ihres Landes, von November 2021 bis Oktober 2022 war sie Ministerin für Entwicklungszusammenarbeit.

## Leben
Ernkrans studierte von 1994 bis 1997 Politikwissenschaft und Soziologie an der Universität Örebro. Bis 2002 arbeitete sie beim schwedischen Arbeitsamt Arbetsförmedlingen. In dieser Zeit war sie auch kommunalpolitisch aktiv.
Im Jahr 2002 zog sie erstmals als Abgeordnete ins schwedische Parlament Riksdag ein. Dort war sie von 2002 bis 2006 Mitglied im Kulturausschuss und danach bis 2010 im Ausschuss für Sozialversicherungen. Von 2010 bis 2018 war sie die Leiterin des Ausschusses für Umwelt und Landwirtschaft, bevor sie bis 2019 den Bildungsausschuss leitete. Seit 2016 ist sie die Vorsitzende der Sozialdemokraten in der Provinz Örebro. Seit 2017 ist sie zudem Mitglied des Vorstands der Partei.
Am 21. Januar 2019 wurde Ernkrans zur Ministerin für höhere Bildung und Forschung in der Regierung Löfven II ernannt. Sie übte ihr Amt wie die gesamte Regierung ab Juli 2021 auch weiter in der Regierung Löfven III aus. Am 30. November 2021 wurde sie in der neu gebildeten Regierung Andersson zur Ministerin für Entwicklungszusammenarbeit ernannt. Sie übernahm das Amt von Per Olsson Fridh von der Miljöpartiet de Gröna. Ihre Amtszeit endete mit dem Abtritt der Regierung Andersson am 18. Oktober 2022 nach der Parlamentswahl 2022.

## Privates
Ernkrans ist verheiratet, hat zwei Kinder und wohnt in Hallsberg.